# Haldreka
Koordinaten: 58° 48′ N, 22° 28′ O

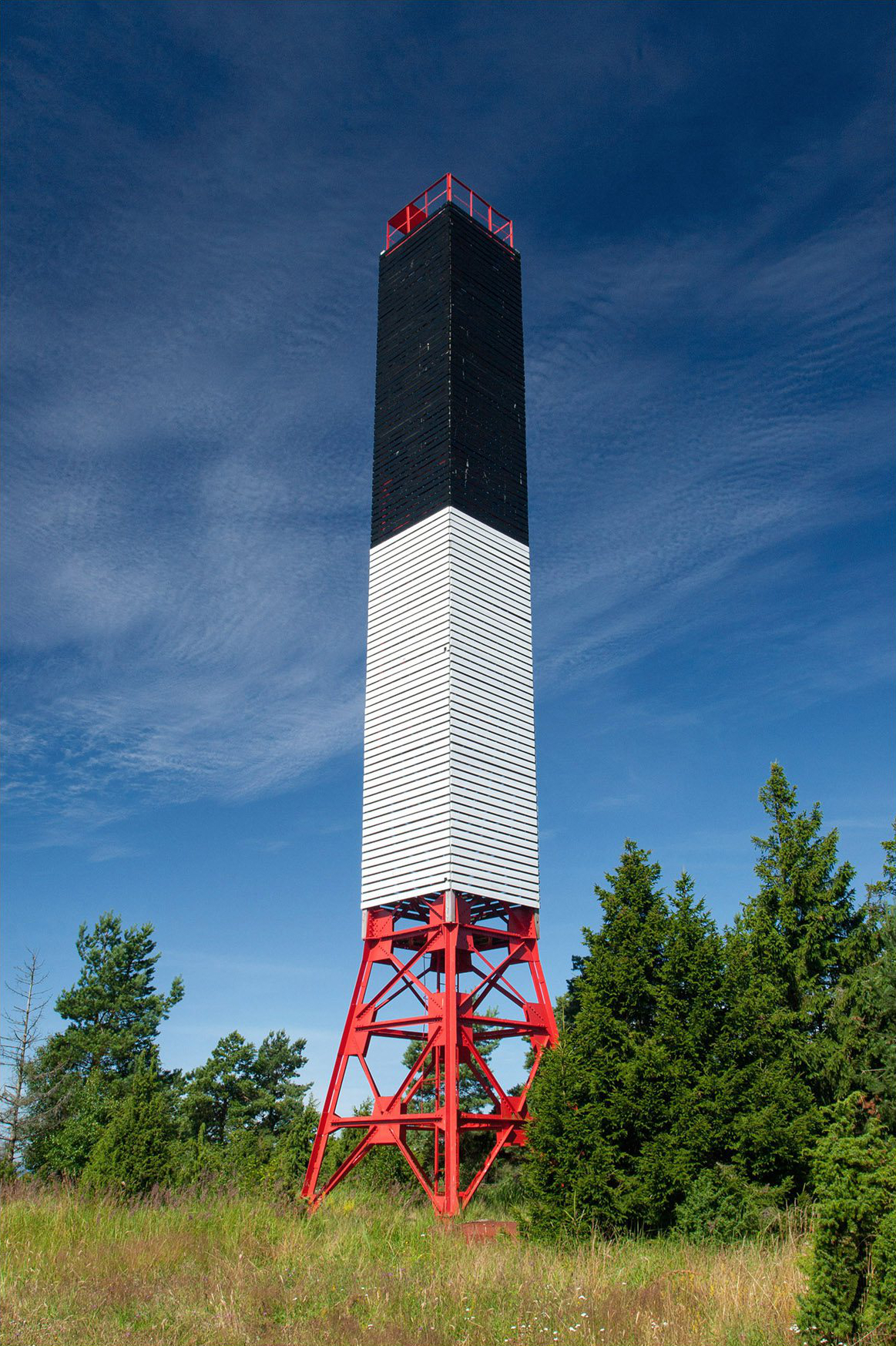
Die 28 Meter hohe Bake am Strand von Haldreka (erbaut 1956)

Haldreka ist ein Dorf (estnisch küla) in der Landgemeinde Hiiumaa (bis 2017: Landgemeinde Emmaste). Es liegt auf der zweitgrößten estnischen Insel Hiiumaa (deutsch Dagö).

## Beschreibung und Geschichte
Das Dorf befindet sich auf der Halbinsel Haldreka (Haldreka poolsaar) an der Ostsee.
1977 verlor es seinen Status als eigenständiges Dorf und gehörte anschließend zwanzig Jahre lang zur Ortschaft Kaderna. 1997 wurde das Dorf Haldreka als eigenständige Verwaltungseinheit wiederhergestellt.
Haldreka hat heute nur noch 2 Einwohner (Stand 31. Dezember 2011).